# Philipp Fauth

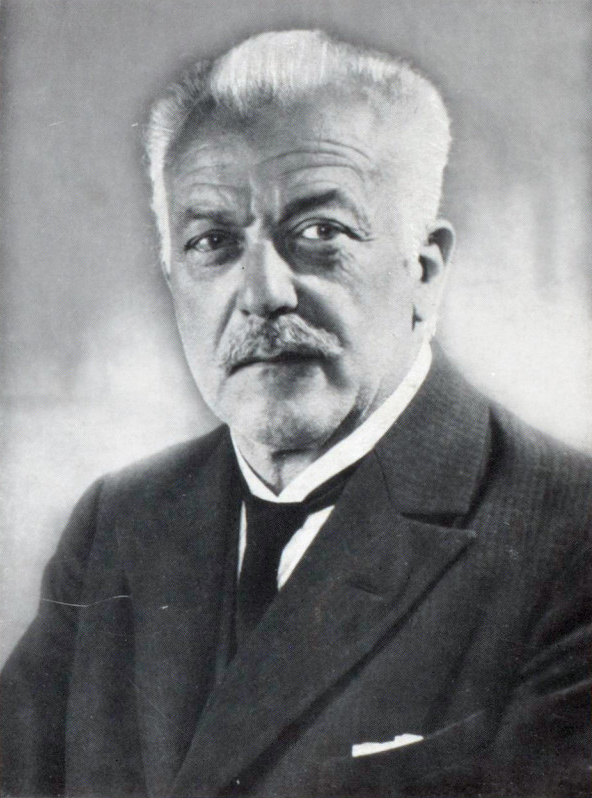
Philipp Fauth (1930)

Philipp Johann Heinrich Fauth (* 19. März 1867 in Bad Dürkheim; † 4. Januar 1941 in Grünwald bei München) war ein deutscher Volksschullehrer und Astronom, der 40 Jahre lang von seinen Sternwarten in Landstuhl (Westpfalz) und später Grünwald (Bayern) aus die internationale Mondforschung entscheidend mitprägte. Dank einer Spende konnte er eines der hochwertigsten Teleskope Deutschlands sein eigen nennen.
Mit seiner Verteidigung der unwissenschaftlichen Welteislehre des Ingenieurs Hanns Hörbiger erlag Fauth einem Irrtum, den er zeitlebens nicht eingestehen wollte.

## Leben und Werk

### Astronomische Arbeiten

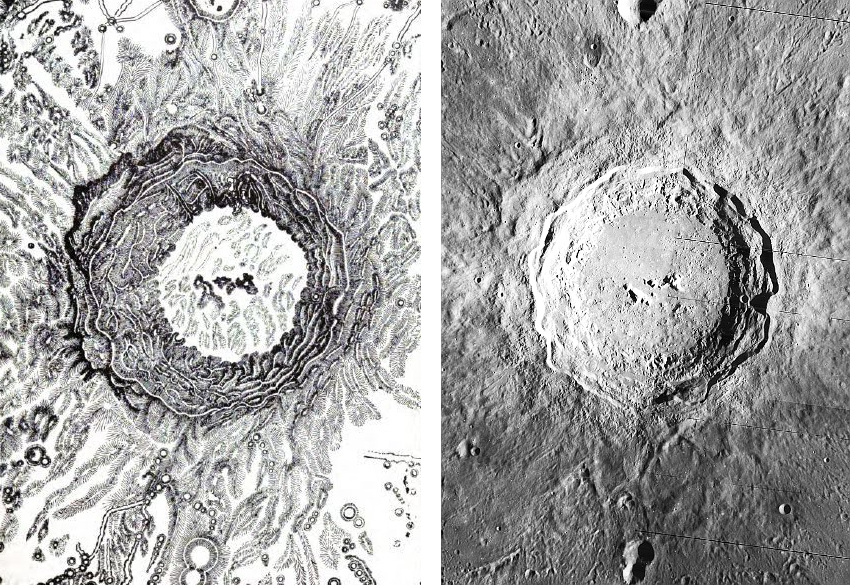
Vergleich des Mondkraters Copernicus, links gezeichnet von Philipp Fauth 1932 und rechts fotografiert von Lunar Orbiter 4, 1967. Der kleine Doppelkrater am unteren Bildrand ist nach Fauth benannt.

Philipp Fauths Arbeitsgebiet war die klassische Astronomie im sichtbaren Lichtspektrum, die insbesondere beobachtender und beschreibender Natur ist, und galt insbesondere dem Mond und dessen Kartografie, der sog. Selenografie, und den Planeten Mars, Jupiter und Saturn. Fauth war der letzte Vertreter einer Schule von deutschen Selenografen, deren bedeutendste Vertreter Tobias Mayer (1723–1762), Johann Hieronymus Schroeter (1745–1816), Johann Tobias Mayer (1752–1830), Wilhelm Gotthelf Lohrmann (1796–1840), Johann Heinrich von Mädler (1794–1874) und Johann Friedrich Julius Schmidt (1825–1884) waren.
Nach dem Tod von Nepomuk Krieger (1865–1902) war Fauth der führende deutsche Selenograf (Mondkartograph) seiner Zeit.:270 Am bekanntesten wurden Fauths Zeichnungen von Mondlandschaften sowie seine Mondkarten. Die (gute) Zeichnung war der fotografischen Abbildung überlegen, besonders bei der Darstellung großer Helligkeitsunterschiede und sehr feiner Strukturen aufgrund der Luftunruhe; außerdem ermöglichte sie es, Abbildungsfehler oder Schattenwürfe aus der Darstellung heraus zu nehmen, die Perspektive zu verändern und Bildausschnitte unabhängig von der Aufnahme zu wählen.
„Bis 1899 hatte Fauth bereits 2532 neue Krater und Rillen entdeckt, drei Jahre später waren es schon mehr als das Doppelte. … Als bedingungsloser Perfektionist waren viele seiner Zeichnungen Wunder an Genauigkeit sowohl in Proportion als auch in Position.“:271 „Fauth war der letzte der großen Mondbeobachter, und die hohen Maßstäbe, die er an sich selbst anlegte, wurden von seinen Zeitgenossen nie erreicht.“:28
Eine Streitfrage, die in Fauths Zeit heftig diskutiert wurde, war die von Veränderungen auf dem Mond. Immer wieder machten Meldungen von angeblichen Veränderungen die wissenschaftliche Runde, die auf Vulkanismus oder Mondatmosphäre zurückgeführt wurden und die von Fauth stets rigoros als Beobachtungsfehler zurückgewiesen wurden.:277 Hermann Klein (1844–1914), Herausgeber der Zeitschrift Sirius aus Köln, vermeldete die Bildung eines neuen Kraters namens „Hyginus N“, und Krieger berichtete später von einer Veränderung in „Hyginus N1“, was jeweils energisch von Fauth bestritten wurde. Diese Debatten wurden bald polemisch geführt und endeten in persönlichen Angriffen der Kontrahenten. Heute ist es Konsens, dass in der Tat die allermeisten Berichte über „transiente lunare Phänomene“ (TLP) auf optische Täuschungen, verursacht z. B. durch die Erdatmosphäre, zurückgehen. – Meteoriteneinschläge, die bei ausreichender Größe des Meteoriten kleine Lichtblitze und Krater auf der Mondoberfläche hinterlassen, sind nicht mit TLP gemeint. – „Fauths Verständnis der Topographie des Mondes war sicherlich demjenigen der Mehrheit seiner Zeitgenossen weit überlegen“:279, doch konnte er die Astronomengemeinde in diesem Punkt nicht überzeugen. Berichte über TLP würden auch weiterhin „den heutigen Konsens in Frage zu stellen versuchen, dass der Mond tot sei“, urteilt Dobbins.:325
Fauth glaubte fest, dass der Mond von einer (mit Staub bedeckten) Eisschicht bedeckt war, wofür er viele scharfsinnige Argumente anführte, doch hierin lag er falsch. Dobbins hält ihm entgegen, dass es schon zu seiner Zeit Messungen der vom Mond emittierten Infrarotstrahlung gab, die bei Mittagsbestrahlung auf Mondtemperaturen über dem Gefrierpunkt hindeuteten.:281
Den in jahrzehntelanger Beobachtung erarbeiteten großen Mondatlas im Maßstab 1:1 Million (3,5 Meter im Durchmesser), den Fauth auf 22 Blättern über fotografisch und mit Mikrometermessungen erfassten Ankerpunkten zeichnete, konnte er todeshalber nicht mehr fertigstellen. Er wurde erst 1964, 23 Jahre nach Fauths Tod, von seinem Sohn Hermann fertiggestellt und durch die Olbers-Gesellschaft in Bremen veröffentlicht. Experten befanden einen deutlichen Qualitätsunterschied zwischen den noch vom Vater gezeichneten Blättern und den nach Bleistiftskizzen des Vaters gefertigten des Sohnes.
Fauths Karte war die letzte und größte, die ein einzelner Forscher jemals durch Teleskopbeobachtung vom Mond geschaffen hat. Zu der Zeit ihres Erscheinens hatte die NASA bereits zur Vorbereitung der Mondlandungen ein umfangreiches Erkundungsprogramm mit Mondsonden (Ranger, Surveyor, Lunar Orbiter) aufgelegt, durch die u. a. mittels Photogrammetrie photographische Karten des Monds, gerade auch der Mondrückseite, mit Koordinaten und Höhenlinien hergestellt werden konnten. Ebenso hatte die US Air Force zu dieser Zeit bereits in traditioneller Teleskopbeobachtung am Lowell-Observatorium (Flagstaff, Arizona) eine Mondkarte im gleichen Maßstab von 1:1 Million erarbeiten lassen – in achtjähriger Arbeit von einem 22-köpfigen Team.:290

### Sternwarten

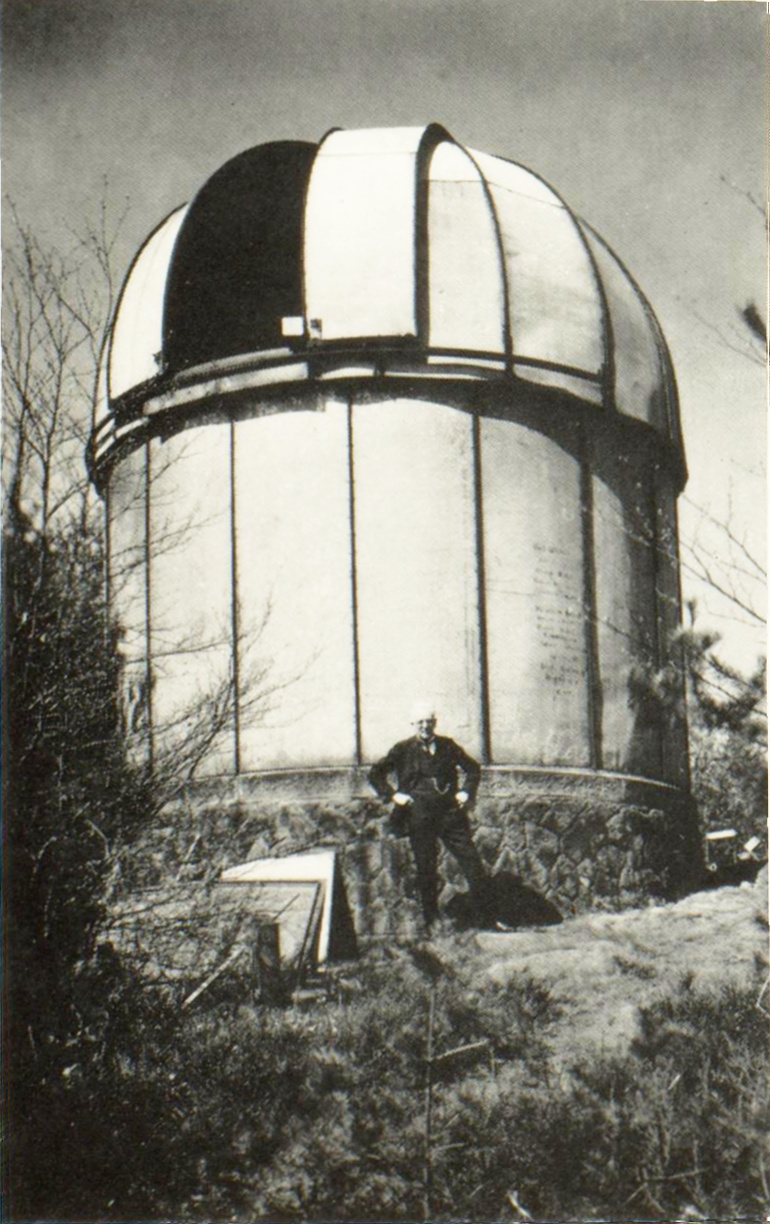
Philipp Fauth und seine dritte Sternwarte auf dem Kirchberg bei Landstuhl, ungefähr 1930

Fauth erbaute und betrieb insgesamt vier Sternwarten. 1890 errichtete Fauth seine erste Sternwarte auf dem Lämmchesberg im Süden von Kaiserslautern. 1895, nach seiner Versetzung als Lehrer nach Landstuhl, verlegte er sie auf den Kirchberg bei Landstuhl, wo fünf Jahre später in unmittelbarer Nachbarschaft der Bismarckturm errichtet wurde. Aufgrund einer privaten Spende konnte Fauth 1911 ein neues und größeres Fernrohr anschaffen, das berühmte „Schupmann'sche Medial“, ein 38,5 cm-Refraktor mit exzellenter Farbtreue, „das größte Astrofernrohr Deutschlands südlich von Potsdam“ und somit eines von Deutschlands leistungsstärksten Teleskopen, für das er etwas südlich der vorigen Sternwarte eine größere errichten ließ.
1923 wurde Philipp Fauth von der französischen Besatzung der Pfalz im Gefolge des passiven Widerstands ausgewiesen, woraufhin er im Schuldienst in München eingesetzt wurde. In der folgenden Zeit benutzte er u. a. die Fernrohre des Deutschen Museums in München. 1930 holte er das Medial nach und erbaute 14 km südlich von München am Ortsrand von Grünwald seine vierte und letzte Sternwarte.

### Welteislehre
1902 kam Fauth mit dem österreichischen Ingenieur und Amateur-Astronomen Hanns Hörbiger in Kontakt, der 1894 bei der Beobachtung des Mondes intuitiv erkannt haben wollte, dass die gesamte Mondoberfläche von einer kilometerdicken Schicht aus Wassereis überzogen sei. Hörbiger entwickelte aus diesem Gedanken heraus eine umfangreiche Theorie über den Aufbau des Sonnensystems und seine Entstehung, die Welteislehre (WEL), die allerdings bald durch Beobachtungen, Messungen und Berechnungen in vielen Punkten widerlegt und vom allergrößten Teil der Fachwelt abgelehnt wurde. Nichtsdestoweniger erreichte sie unter Laien in den 1920er und 1930er Jahren weite Verbreitung. Auch einige esoterisch ausgerichtete Nationalsozialisten, vor allem Heinrich Himmler, wurden Anhänger der Welteislehre.
Im Jahre 1913 erschien das 772-seitige Standardwerk „Hörbigers Glacial-Kosmogonie“ zur Welteislehre. Auch wenn Fauth nur als Herausgeber des Buchs genannt wurde, erbrachte er doch einen nicht unwesentlichen Teil der Schreibarbeit und brachte Ordnung in die eher wirren Gedanken Hörbigers, wofür ihm dieser ewig dankbar war.
Mit der Unterstützung und Verteidigung der Welteislehre erlag Fauth einem Irrtum, den er zeitlebens nicht eingestehen wollte.

### Zeit des Nationalsozialismus
1937 verkaufte Philipp Fauth, auch als Privatastronom nicht frei von finanziellen Erwägungen, seine Sternwarte in Grünwald (München) an die NS-Forschungsgemeinschaft Deutsches Ahnenerbe e. V. Fauth, der zeitlebens allein gearbeitet hatte (das Ahnenerbe konnte ihm erstmals einen Assistenten zur Seite stellen), wollte mit dem Eintritt ins Ahnenerbe auch die Zukunft seines wertvollen Teleskops sichern. Diese Absicht schlug fehl, das Instrument ging in den Kriegswirren verloren.
Bis zu seinem Tod 1941 forschte Philipp Fauth als Ahnenerbe-Angestellter in seiner Sternwarte in Grünwald.
Fauth äußerte sich nicht öffentlich zur Politik im Dritten Reich. Mitgliedschaften Fauths in der NSDAP oder der SS konnten nicht nachgewiesen werden.

## Ehrungen
- 1920 wurde Fauth zum Ehrenmitglied des naturforschenden Vereins Pollichia ernannt, nachdem er 1904–1908 als Gründer und erster Schriftleiter der Vereinszeitschrift „Pfälzische Heimatkunde“ gewirkt hatte.[8]
- 1925 wurde Fauth zum „korrespondierenden Mitglied“ der Pfälzischen Akademie zur Förderung der Wissenschaften ernannt.[8]
- Die Internationale Astronomische Union (IAU) mit Sitz in Paris ehrte Fauth 1932 als einen von wenigen Lebenden, dem diese Ehrung zuteilwurde, durch die Benennung eines Doppelkraters auf dem Mond, etwa 40 km südlich des großen Copernicus-Kraters gelegen.[8][16]
- Auf Betreiben von Heinrich Himmler in dessen Eigenschaft als Präsident der Forschungsgemeinschaft Deutsches Ahnenerbe erhielt der einundsiebzigjährige Fauth 1939 eine Ehrenprofessorwürde als Anerkennung für seine fast fünfzigjährige wissenschaftliche Arbeit verliehen.[11]
- Im selben Jahr 1939 wurde Fauth zum Mitglied der Internationalen Astronomischen Union (IAU) in die Kommission 16 „Physikalische Beobachtungen der Planeten und Satelliten“ gewählt.[8]
- Bei seinem Tod 1941 würdigten sechsundsechzig deutschsprachige Zeitungen – von den Flensburger Nachrichten bis zum Neuen Wiener Tagblatt – Fauth mit einem Nachruf.[17]
- In den Städten und Gemeinden Kaiserslautern, Landstuhl, Bad Dürkheim und Grünwald sind Straßen nach Fauth benannt.[8] Die Stadt Bad Dürkheim plante die Umbenennung der Straße wegen Fauths enger Verbindung und ideologischer Nähe zum Nationalsozialismus (dieser Einschätzung wurde von Fallot-Burghardt[15] widersprochen), ebenso die Umbenennung der nach dem Heimatdichter Karl Räder und dem Maler Gustav Ernst benannten Straßen.[18][19] Eine Bürgerinitiative verhinderte dies mit einem Bürgerentscheid im September 2023, an dem sich 38 % der wahlberechtigten Bad Dürkheimer beteiligten, von denen 73,7 % gegen die Umbenennung stimmten.[19]

## Veröffentlichungen (Auswahl)
- Beobachtungen der Planeten Jupiter und Mars in den Oppositionen des Jahres 1896/97, 1898
- mit A. Mang: Wegweiser am Himmel, 1904
- Was wir vom Mond wissen, 1906
- mit A. Mang: Einfache Himmelskunde, 1908
- The Moon in Modern Astronomy, in engl., 1908
- Hörbigers Glacial-Kosmogonie, 1913
- 25 Jahre Planetenforschung, 1916
- Jupiterbeobachtungen während 35 Jahren, 1925
- Mondesschicksal. Wie er ward und untergeht. Eine glazialkosmogonische Studie, 1925
- Unser Mond – wie man ihn lesen sollte, 1936
- Der Mond und Hörbigers Welteislehre, 1925
- Mondatlas, 1964 (posthum)